# Hyundai Motorsport
A A Hyundai Motorsport GmbH (HMSG) é uma divisão da montadora sul-coreana Hyundai Motor Company responsável pelas atividades globais de automobilismo da marca. A empresa foi fundada em dezembro de 2012 e está sediada em Alzenau, Alemanha.
Sua principal atividade é comandar a Hyundai World Rally Team no Campeonato Mundial de Rali. Em 2015, sua divisão de corridas para clientes foi estabelecida para fornecer máquinas e serviços de competição nas categorias de rali R5 e carros de turismo TCR.

## História
A equipe de rali iniciou sua trajetória no automobilismo quando a Hyundai competiu na classe F2 do Campeonato do Mundo de Ralis entre 1998 e 1999. O projeto foi executado pela empresa britânica Motor Sports Development (MSD), com David Whitehead como chefe de equipe. Em setembro de 1999, a Hyundai lançou o Accent WRC, um World Rally Car baseado no modelo Hyundai Accent, para competir no Mundial de Rali.
A equipe Hyundai World Rally Team estreou o carro no 49º Rali da Suécia durante a temporada de 2000, tendo o time ficado entre os quinze primeiros colocados nessa etapa.
Na temporada 2001, a Hyundai estreou uma nova versão do Accent WRC, que se destinava a melhorar a confiabilidade, apesar de o desempenho do carro ainda era o suficiente para desafiar as quatro grandes equipes (Ford World Rally Team, Mitsubishi, Peugeot e Subaru).
Para a temporada de 2002, a Hyundai contratou o tetracampeão mundial Juha Kankkunen, junto com Freddy Loix e Armin Schwarz. O quinto lugar de Kankkunen no 32º Rali da Nova Zelândia foi o melhor resultado da equipe, mas conseguiram superar as equipes Škoda e Mitsubishi por um ponto na batalha pelo quarto lugar no campeonato mundial de construtores. Em setembro de 2003, depois de uma temporada prejudicada por restrições orçamentárias, a Hyundai anunciou a sua retirada do Campeonato, findando a parceria com a MSD.
Durante o evento Paris Motor Show de 2012, a Hyundai anunciou que retornaria para o WRC para a disputa da temporada 2014, utilizando o modelo i20 construído segundo as especificações da FIA para o Campeonato. A montadora também anunciou que os seus pilotos de testes oficiais para 2013 seriam Juho Hänninen, Bryan Bouffier e Chris Atkinson.
No dia 19 de dezembro de 2012 a Hyundai Motorsport GmbH foi fundada em Alzenau, para gerir as atividades esportivas de automobilismo da montadora, e principalmente para aprimorar seus projetos para o Campeonato Mundial de Rali.
Thierry Neuville e seu co-piloto Nicolas Gilsoul foram confirmados como dupla principal para a disputa do campeonato de 2014. Nesse ano, Neuville pilotou o modelo WRC i20 em todas as 13 provas do Mundial. Neuville e Gilsoul foram a primeira dupla da equipe a conquistar um dos três primeiros lugares numa etapa de campeonato, sendo uma vitória no 32º Rali da Alemanha.